# Барков Олександр Сергійович
Олекса́ндр Сергі́йович Барко́в (*1873, Покровське Тульської області — †1954) — російський радянський географ і педагог, дійсний член АПН РРФСР, заслужений діяч науки. 

## Життєпис
Народився в с. Покровському Тульської області. 
Закінчив Московський університет (1898). 
Брав активну участь в організації радянської школи. 
Тривалий час очолював кафедри географії Моск. державного університету та педагогічного інституту ім. В. І. Леніна, проводив широку дослідницьку роботу. 
Серед праць Баркова найвидатніші: посібник для вузів «Фізична географія частин світу. Африка», підручник з географії для 5-го класу (разом з О. Половинкіним; укр. мовою — 17 видань), «Словник-довідник з фізичної географії» та ін.